# Antoine Bellette

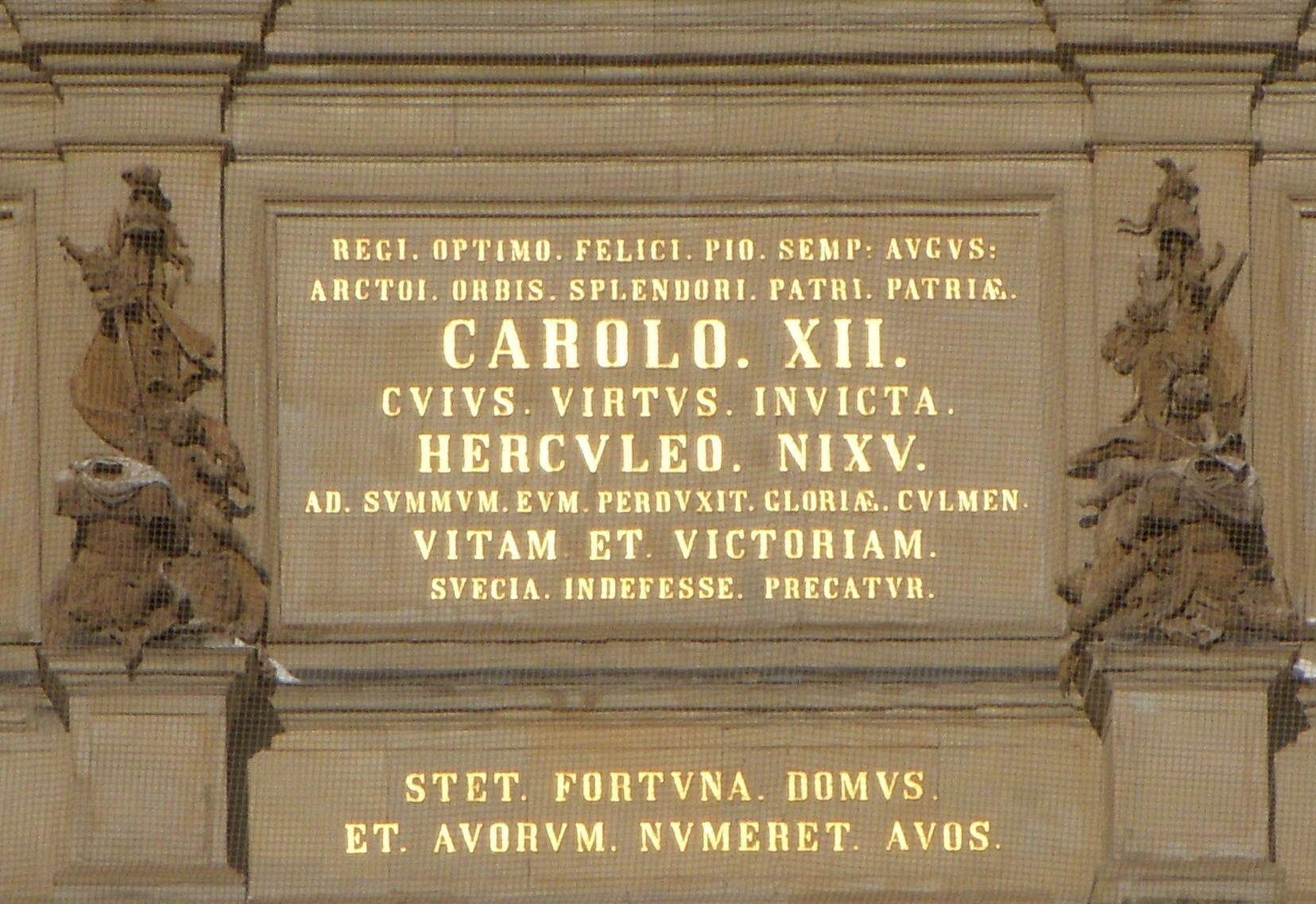
Trofégrupperna på södra fasaden

Antoine Bellette var en fransk mästerskulptör på 1700-talet som var verksam i Stockholm mellan 1732 och 1738.

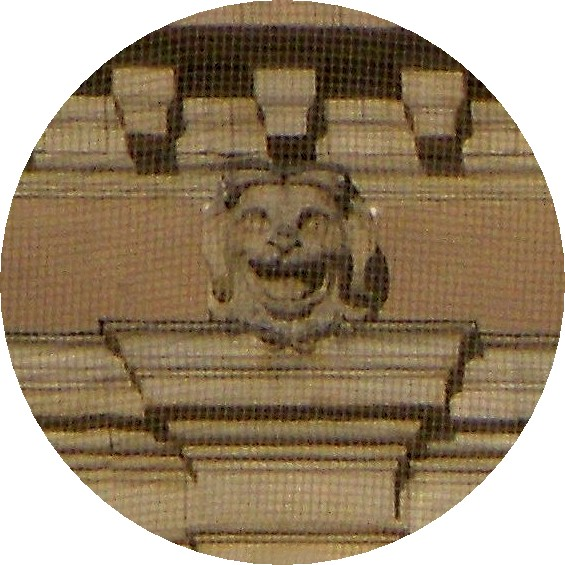
Lejonmask

Antoine Bellette hörde till den tidsmässigt andra franska konstnärskolonin i Stockholm, vilken tillkom på Carl Hårlemans initiativ, huvudsakligen med uppgift att arbeta med den fortsatta konstnärliga utsmyckningen av Stockholms slott. Den första konstnärsgruppen togs till Stockholm av Nicodemus Tessin d.y. omkring trettio år tidigare. 
Bellette blev en mycket uppskattad figurskulptör, men samtidigt känd för sitt häftiga humör och ökänd för sina fruntimmershistorier. På Stockholms slott utförde han Trofégrupperna på södra fasaden, drakarna och de bevingade lejonen på Logårds- och borggårdsfasadernas fönstergavlar, musslorna i mellanvåningen och drakarna och rosorna under taklisten på den östliga Logårdsfasaden samt lejonmaskerna under södra fasadens taklist. Enligt kontraktet utförde han också trofégrupper i trä för innerdekorationen, vilka dock inte finns bevarade.